# Фридрих Зертирнер
Фридрих Вилхелм Адам Зертирнер (Падерборн, 19. јун 1783 — Хамелин, 20. фебруар 1841) је био њемачки фармаколог који је открио морфин 1804. године.
Као студент фармације у Падерборну, први је изоловао морфин из опијума. Изоловани алкалоид морфијум назвао је по богу снова из грчке митологије Морфеју. Морфин је био не само први алкалоид изолован из опијума, него први алкалоид уопште који је изолован из неке биљке. Тако се Зертирнер може сматрати као прва особа која је изоловала неки активни састојак повезан с неком медицинском биљком.
У годинама које су услиједиле након тога, он је истраживао ефекте морфина. Након 1815. морфин је ушао у широку употребу, Већ 1809. Зертирнер отвара своју личну апотеку у граду Ајнбек. Касније, 1822. купио је главну апотеку у Хамелину гдје је радио до своје смрти 1841.